# Wizardry II: The Knight of Diamonds
Wizardry II: The Knight of Diamonds is een computerspel dat werd ontwikkeld en uitgegeven door Sir-tech Software. Het spel Engelstalige spel werd ontwikkeld door Andrew Greenberg en kwam in 1982 als eerste uit voor de Apple II. Later werd het spel uitgegeven voor andere homecomputers. Het spel is een beurtgebaseerde rollenspel en het vervolg op Wizardry I - Proving Grounds of the Mad Overlord. In tegenstelling tot de vorige versie kan de spelstand nu ook in de kerker worden opgeslagen en moeten alle zes de levels in de kerker worden verkend. Elk level bevat een deel van de uitrusting van de "Knight of Diamonds" dat essentieel is om het einde te halen.

## Releases
| Jaar | Platform         |
| ---- | ---------------- |
| 1982 | Apple II         |
| 1986 | PC-98            |
| 1987 | PC-88, PC Booter |
| 1988 | Commodore 64     |
| 1990 | Macintosh, NES   |
| 2001 | Game Boy Color   |

## Ontvangst
| Beoordeeld door                      | Jaar | Platform     | Score |
| ------------------------------------ | ---- | ------------ | ----- |
| GamePro (US)                         | 1991 | NES          | 80%   |
| Joker Verlag präsentiert: Sonderheft | 1992 | Commodore 64 | 41%   |
| Joker Verlag präsentiert: Sonderheft | 1992 | PC Booter    | 41%   |